# Hinglish
Als Hinglish wird im modernen Indien die Tendenz bezeichnet, Wörter aus der Sprache der ehemaligen Kolonialmacht Großbritannien und den USA zu übernehmen.

## Geschichte
Die Sprache Hindi hatte sich aus dem 4500 Jahre alten Sanskrit entwickelt, das heute noch die Sprache der Priester und Gelehrten, der Brahmanen ist, vergleichbar mit dem Status von Latein in Europa. In der Zeit der afghanischen Kolonialreiche übernahm Hindi viele Wörter aus dem Persischen und Arabischen, bis dann zur Zeit des Britischen Kolonialreiches das Englische diese Rolle übernahm.
In allerjüngster Zeit erfolgt die Übernahme von englischen Ausdrücken in Hindi noch erheblich schneller durch die Bedeutung der Softwaretechnik und von Callcentern für die moderne indische Wirtschaft und durch den Einfluss des Internets.

## Beispiele
Beispiele sind:
- "market" für Markt, anstelle des aus dem Persischen stammenden "Bazaar" (deutsch: Basar/Markt)
- "mum" und "dad", anstelle von Hindi "matr" und "pita"/"baab"

Typisch für Hinglish ist auch der Gebrauch des Wortes "less" anstelle von "fewer", zum Beispiel "I have less children" anstelle von korrektem Englisch "I have fewer children" und der Ausdruck "thank you please" anstelle von korrektem Englisch "thank you". Kulturell bedingt sagen englischsprechende Inder zu Freunden und Bekannten "brother", Engländer oder Australier würden den Ausdruck "mate" oder "buddy" verwenden.